# Guvernul Ioan Em. Florescu (2)
Guvernul Ioan Em. Florescu (2) a fost un consiliu de miniștri care a guvernat România în perioada 21 februarie - 26 noiembrie 1891.

## Componența
- Președintele Consiliului de Miniștri

General Ioan Em. Florescu (21 februarie - 26 noiembrie 1891)
- Ministrul de interne

Lascăr Catargiu (21 februarie - 26 noiembrie 1891)
- Ministrul de externe

Constantin Esarcu (21 februarie - 26 noiembrie 1891)
- Ministrul finanțelor

George Vernescu (21 februarie - 26 noiembrie 1891)
- Ministrul justiției

Alexandru Marghiloman (21 februarie - 2 noiembrie 1891)
Nicolae Blaremberg (2 - 26 noiembrie 1891)
- Ministrul de război

General Iacob Lahovari (21 februarie - 26 noiembrie 1891)
- Ministrul cultelor și instrucțiunii publice

George Dem. Teodorescu (21 februarie - 21 iulie 1891)
Petru Poni (21 iulie - 26 noiembrie 1891)
- Ministrul lucrărilor publice

Constantin Olănescu (21 februarie - 26 noiembrie 1891)
- Ministrul agriculturii, industriei, comerțului și domeniilor

Ilariu Isvoranu (21 februarie - 3 noiembrie 1891)
Alexandru Vericeanu (3 - 26 noiembrie 1891)

## Sursa
- Stelian Neagoe - "Istoria guvernelor României de la începuturi - 1859 până în zilele noastre - 1995" (Ed. Machiavelli, București, 1995)

| Precedat(ă) de: Guvernul George Manu | Guvernul Ioan Em. Florescu (2) 21 februarie - 26 noiembrie 1891 | Succedat(ă) de: Guvernul Lascăr Catargiu (4) |